# Ördög bújt beléd
A Ördög bújt beléd (eredeti cím: Jennifer's Body) 2009-ben bemutatott amerikai horrorfilm-vígjáték, melyet Diablo Cody forgatókönyvéből Karyn Kusama rendezett. A főbb szerepekben Megan Fox, Amanda Seyfried, Johnny Simmons és Adam Brody látható.
Világpremierje a 2009-es Torontói Nemzetközi Filmfesztiválon volt. Az Amerikai Egyesült Államokban szeptember 18-án mutatták be a mozikban, vegyes kritikai fogadtatás mellett.

## Cselekmény
Jennifer a kisvárosi gimi legvonzóbb diáklánya. Barátnőjével, Needyvel egy szórakozóhelyen megismerkednek egy fiúkból álló rockzenekarral. Amikor a bár váratlanul kigyullad, a zenekar tagjai elrabolják Jennifert. Rituális szertartás keretében fel akarják áldozni a Gonosznak, ám kiderül, a lány már nem szűz. 
A félresikerült rítus is elég volt azonban ahhoz, hogy Jennifert megszállja egy démon. Ennek hatására vérszomjas szörnyeteggé változik és vadászni kezd az osztálytársaira. Needy hamarosan rájön, mi történt, és elhatározza, hogy megpróbálja kiűzni Jenniferből a démont. 

## Szereplők
| Szerep                 | Színész           | Magyar hang        |
| ---------------------- | ----------------- | ------------------ |
| Jennifer Check         | Megan Fox         | Mezei Kitty        |
| Anita "Needy" Lesnicki | Amanda Seyfried   | Bogdányi Titanilla |
| Mr. Wroblewski         | J. K. Simmons     | Orosz István       |
| Chip Dove              | Johnny Simmons    | Baráth István      |
| Nikolai                | Adam Brody        | Czető Roland       |
| Roman Duda             | Chris Pratt       | Tokaji Csaba       |
| Colin Gray             | Kyle Gallner      | Kossuth Gábor      |
| Jonas Kozelle          | Josh Emerson      | Szvetlov Balázs    |
| Colin anyja            | Gabrielle Rose    | Bessenyei Emma     |
| Chip Gray              | Cynthia Stevenson | Ősi Ildikó         |

## Fogadtatás
A film az észak-amerikai mozikban csupán 2,8 millió dollárt produkált a nyitás napján, valamint 6,8 millió dollárt a nyitóhétvégén. Általánosságban vegyes kritikákat kapott. A Metacritic oldalán a film értékelése 47% a 100-ból, ami 29 véleményen alapul. A Rotten Tomatoeson az Ördög bújt beléd 42%-os minősítést kapott, 172 értékelés alapján.